# Бриланд, Джессика
Джессика Николь Бриланд (англ. Jessica Nicole Breland; род. 23 февраля 1988 года в Бруклине, Нью-Йорк, США) — американская профессиональная баскетболистка. Она была выбрана на драфте ВНБА 2011 года во втором раунде под общим тринадцатым номером клубом «Миннесота Линкс». Играет на позиции тяжёлого форварда.

## Ранние годы
Джессика родилась 23 февраля 1988 года в Бруклине, самом густонаселённом боро Нью-Йорка, в семье Чарльза и Джин Бриланд, у неё есть три старших сестры, Арнис, Кристина и Стефани. В детстве её семья перебралась в город Виндзор (Северная Каролина), где она посещала среднюю школу Берти, в которой играла за местную баскетбольную команду.